# Lamnostoma
Lamnostoma is een geslacht van straalvinnige vissen uit de familie van slangalen (Ophichthidae). Het geslacht is voor het eerst wetenschappelijk beschreven in 1856 door Johann Jakob Kaup.

## Soorten
- Lamnostoma kampeni Weber & de Beaufort, 1916
- Lamnostoma mindora Jordan & Richardson, 1908
- Lamnostoma orientalis McClelland, 1844
- Lamnostoma polyophthalma Bleeker, 1853
- Lamnostoma taylori Herre, 1923